# Junioreuropamästerskapet i ishockey 1980
Junioreuropamästerskapet i ishockey 1980 var 1980 års upplaga av turneringen.

## Grupp A
Spelades i Hradec Králové i Tjeckoslovakien under perioden 1-7 april 1980.

### Första omgången
grupp 1
| Lag                | Tjeckoslovakien | Sverige | Polen | Norge | gjorda mål/insläppta mål | poäng |
| ------------------ | --------------- | ------- | ----- | ----- | ------------------------ | ----- |
| 1. Tjeckoslovakien | —               | 7-1     | 9-2   | 11-3  | 27-06                    | 6     |
| 2. Sverige         | 1-7             | —       | 7-2   | 9-0   | 17-09                    | 4     |
| 3. Polen           | 2-9             | 2-7     | —     | 6-4   | 10-20                    | 2     |
| 4. Norge           | 3-11            | 0-9     | 4-6   | —     | 07-26                    | 0     |

grupp 2
| Lag              | Sovjetunionen | Finland | Västtyskland | Schweiz | gjorda mål/insläppta mål | poäng |
| ---------------- | ------------- | ------- | ------------ | ------- | ------------------------ | ----- |
| 1. Sovjetunionen | —             | 9-2     | 12-3         | 13-1    | 34-06                    | 6     |
| 2. Finland       | 2-9           | —       | 9-3          | 5-2     | 16-14                    | 4     |
| 3. Västtyskland  | 3-12          | 3-9     | —            | 4-3     | 10-24                    | 2     |
| 4. Schweiz       | 1-13          | 2-5     | 3-4          | —       | 06-22                    | 0     |

### Andra omgången
Slutspelsserien
| Lag                | Sovjetunionen | Tjeckoslovakien | Sverige | Finland | gjorda mål/insläppta mål | poäng |
| ------------------ | ------------- | --------------- | ------- | ------- | ------------------------ | ----- |
| 1. Sovjetunionen   | —             | 3-2             | 5-1     | (9-2)   | 17-05                    | 6     |
| 2. Tjeckoslovakien | 2-3           | —               | (7-1)   | 6-3     | 15-07                    | 4     |
| 3. Sverige         | 1-5           | (1-7)           | —       | 3-1     | 05-13                    | 2     |
| 4. Finland         | (2-9)         | 3-6             | 1-3     | —       | 06-18                    | 0     |

Nedflyttningsserien
| Lag             | Västtyskland | Polen | Schweiz | Norge | gjorda mål/insläppta mål | poäng |
| --------------- | ------------ | ----- | ------- | ----- | ------------------------ | ----- |
| 1. Västtyskland | —            | 8-3   | (4-3)   | 8-3   | 20-09                    | 6     |
| 2. Polen        | 3-8          | —     | 5-2     | (6-4) | 14-14                    | 4     |
| 3. Schweiz      | (3-4)        | 2-5   | —       | 8-3   | 13-12                    | 2     |
| 4. Norge        | 3-8          | (4-6) | 3-8     | —     | 10-22                    | 0     |

Norge nedflyttade till 1981 års B-grupp.

## Priser och utmärkelser
- Poängkung: Sergej Jasjin, Sovjetunionen  (14 poäng)
- Bästa målvakt: Jirí Steklík, Tjeckoslovakien
- Bästa försvarare: Peter Andersson, Sverige
- Bästa anfallare: Sergej Jasjin, Sovjetunionen

## Grupp B
Spelades i Jesenice i SR Slovenien i Jugoslavien under perioden 4-8 mars 1980.

### Första omgången
grupp 1
| Lag              | Österrike | Rumänien | Frankrike | Nederländerna | gjorda mål/insläppta mål | poäng |
| ---------------- | --------- | -------- | --------- | ------------- | ------------------------ | ----- |
| 1. Österrike     | —         | 6-5      | 7-6       | 6-1           | 19-12                    | 6     |
| 2. Rumänien      | 5-6       | —        | 5-4       | 10-2          | 20-12                    | 4     |
| 3. Frankrike     | 6-7       | 4-5      | —         | 7-6           | 17-18                    | 2     |
| 4. Nederländerna | 1-6       | 2-10     | 6-7       | —             | 09-23                    | 0     |

grupp 2
| Lag            | Jugoslavien | Bulgarien | Italien | Ungern | gjorda mål/insläppta mål | poäng |
| -------------- | ----------- | --------- | ------- | ------ | ------------------------ | ----- |
| 1. Jugoslavien | —           | 7-6       | 3-3     | 7-5    | 27-14                    | 5     |
| 2. Bulgarien   | 6-7         | —         | 4-2     | 10-4   | 20-13                    | 4     |
| 3. Italien     | 3-3         | 2-4       | —       | 7-6    | 12-13                    | 3     |
| 4. Ungern      | 5-7         | 4-10      | 6-7     | —      | 15-24                    | 0     |

### Placeringsmatcher
| Sjunde plats | Ungern    | 11-3 (2-1, 5-0, 4-2) | Nederländerna |  |
| Femte plats  | Frankrike | 6-3 (2-1, 2-2, 2-0)  | Italien       |  |
| Tredje plats | Bulgarien | 4-2 (2-1, 0-0, 2-1)  | Rumänien      |  |
| Final        | Österrike | 4-1 (1-1, 2-0, 1-0)  | Jugoslavien   |  |

Österrike uppflyttade till 1981 års A-grupp. Nederländerna nedflyttade till 1981 års C-grupp.

## Grupp C
Spelades i Fredrikshamn i Danmark under perioden 29 mars-3 april 1980.
| Lag               | Danmark   | Belgien   | Storbritannien | gjorda mål/insläppta mål | poäng |
| ----------------- | --------- | --------- | -------------- | ------------------------ | ----- |
| 1. Danmark        | —         | 11-2 10-0 | 17-2 13-1      | 51-05                    | 8     |
| 2. Belgien        | 2-11 0-10 | —         | 4-1 7-8        | 13-30                    | 2     |
| 3. Storbritannien | 2-17 1-13 | 1-4 8-7   | —              | 12-41                    | 2     |

Danmark uppflyttade till 1981 års B-grupp.

### Fotnoter
1. ↑  ”Championnat d'Europe 1980 des moins de 18 ans” (på franska). Hockeyarchives. 12 mars 1980. http://www.passionhockey.com/hockeyarchives/U-18_1980.htm. Läst 29 november 2014.